# كمفماير
جيؤرج كَمْپفْمَيَر (بالألمانية: Georg Kampffmeyer) (1281 - 1355 ه‍ / 1864 - 1936 م) هو مستشرق ألماني.
عني باللهجات العربية المحلية في البلاد العربية. من آثاره «معرض الأفكار الشرقية» ، و «شعراء العرب في العصر الحاضر» ، واسهامات في مجلة ZDMG و غيرها. توفي ببرلين عن نحو 80 عاماً.